# Ricardo Asch
Ricardo Hector Asch (Buenos Aires, 26 de octubre de 1947) es un obstetra, ginecólogo, endocrinólogo y prófugo argentino. Trabajó con tecnología reproductiva y fue pionero en la transferencia intrafalopiana de gametos (GIFT), así como en investigación vinculando fertilidad y el uso de marihuana, así como la investigación de análogos de GnRH con Andrew Schally. A mediados de la década de 1990, fue acusado de transferir óvulos recolectados de mujeres a otros pacientes sin el consentimiento adecuado en la clínica de fertilidad de la Universidad de California en Irvine: las investigaciones del Registro del Condado de Orange sobre estas prácticas llevaron a que ese documento recibiera el Pulitzer de 1996 de reportajes de investigación. Antes de ser acusado, Asch salió de Estados Unidos. Varios intentos de funcionarios estadounidenses de extraditarlo de América Latina han fracasado. Se informó que Asch vivía en México por última vez en 2011.

## Educación y carrera temprana
Nacido en Buenos Aires, Argentina, Asch estudió en la Facultad de Medicina de la Universidad de Buenos Aires y se graduó en 1971. En 1975 se mudó a Estados Unidos y trabajó con Robert Benjamin Greenblatt en el Medical College of Georgia antes de su beca de endocrinología reproductiva en el Centro de Ciencias de la Salud de la Universidad de Texas en San Antonio. Entre sus muchas publicaciones se encuentran su experiencia pionera con GIFT y la investigación sobre la donación de ovocitos. En 1986 se incorporó a la Universidad de California en Irvine (UCI). En 1990 se convirtió en Director del Centro de Salud Reproductiva de la UCI al frente del programa de infertilidad. Asch fue nombrado vicedecano de la UCI el mismo año. Dio conferencias en todo el mundo y acumuló dos cátedras honorarias en 1994.

## Escándalo de fertilidad de UC Irvine
En 1995, el Registro del Condado de Orange publicó la historia de que Asch, entonces Jefe del Centro de Salud Reproductiva de la Universidad de California en Irvine y sus dos socios fueron acusados de tomar óvulos de mujeres sin su permiso para que otros pacientes los usaran. Estos óvulos fueron fertilizados y los embriones resultantes se transfirieron a estas otras mujeres, algunas de las cuales concibieron luego. Al menos 15 nacidos vivos resultaron de la presunta práctica. En ese momento, la apropiación indebida de óvulos humanos no se consideraba legalmente un delito. Sin embargo, se presentaron numerosas demandas civiles y UCI pagó más de $27 millones para resolver las reclamaciones de los pacientes. Los auditores de KPMG Peat Marwick investigaron la clínica y descubrieron que casi $1 millón se embolsó en forma privada.
En 2006, funcionarios universitarios admitieron ante Los Angeles Times que no habían notificado al menos a 20 mujeres cuyos óvulos fueron robados por Asch y sus colegas.

### Secuelas
Asch y sus colegas José Balmaceda y Sergio Stone fueron acusados de fraude postal y evasión de impuestos sobre la renta. Asch suspendió su práctica, vendió sus propiedades y huyó a México. Balmaceda escapó a Chile, mientras que Stone se quedó en Estados Unidos y fue condenado por fraude de seguros en 1997 y pagó una multa. En enero de 1996, Asch testificó en una deposición en Tijuana que los empleados de la universidad eran responsables de los errores que habían ocurrido, como no coincidir con los pacientes y no obtener el consentimiento de los pacientes.
Asch luego abrió una práctica en México y luego en Argentina. Fue despedido formalmente por la universidad en 2000. Obtuvo la ciudadanía mexicana en 2001 además de su ciudadanía argentina nativa.

### Esfuerzos de extradición y captura
En 2004 Asch fue arrestado en Argentina, pero se denegó una solicitud de extradición. El abogado de Asch afirmó que la acusación debería retirarse ya que ya fue juzgado en Argentina y absuelto.
Asch fue arrestado nuevamente en México en noviembre de 2010. El 30 de diciembre de 2010, la Procuraduría General de la República (PGR) anunció en su sitio web que había iniciado un proceso para la extradición de Asch a Estados Unidos. Sin embargo, Asch fue puesto en libertad bajo fianza a principios de 2011. Posteriormente, el juez dictaminó que como Asch ya había sido juzgado en Argentina y absuelto y como no se aportaron nuevas pruebas, se aplicó la regla de "doble incriminación", por lo que Asch quedó libre y no sería extraditado a Estados Unidos.

## Otras actividades
Asch, quien era dueño de una compañía de entretenimiento en el momento del escándalo, fue uno de los productores del video instructivo de tenis de Andre Agassi y Nick Bollettieri Attack.